# René Barthélémy Dorez
Pour les articles homonymes, voir Dorez.
 (avril 2016).
René Barthélémy Dorez est un faïencier français, né à La Loupe (Orléanais) en 1690, et mort à Lille (comté de Flandre) le 29 octobre 1742.

## Biographie
Fils aîné de Barthélémy Dorez (1660-1729) et de Marie Françoise Chevalier, René Barthélémy Dorez voit le jour à La Loupe, diocèse de Chartres, en 1690. De son union vers 1715 avec Marie Agnès Alphonse (morte en 1742) naîtront quatre enfants : Marie Françoise ; Marie Élizabeth (née en 1720), qui épousera François Joseph Carpentier en 1744 ; Pierre Barthélémy Dorez (1724-1757), faïencier, né à Fort-de-France en Martinique, comme son frère Nicolas Alexis Dorez (1728-1761), lui-même faïencier.
Son père, fondateur de la Manufacture de faïence et porcelaine Dorez-Pélissier à Lille en 1711 avec son neveu Pierre Pélissier, est renommé en 1720 salpêtrier du roi pour la province de Flandre. Il confie alors la gestion de son entreprise à ses trois fils : René Barthélémy Dorez, François Louis Dorez et Martin Claude Dorez, leur sœur Marie Françoise Dorez étant dans l'entreprise dès 1719.
En 1724, René Barthélémy Dorez réside à Fort-de-France en Martinique : c'est là que naîtront Pierre Barthélémy Dorez en 1724, et Nicolas Alexis Dorez en 1728.
Il meurt le 29 octobre 1742 à Lille.

## Marques
« D » pour Dorez, et « L » ou parfois « LL » pour Lille.